# Holocentrus
Holocentrus è un genere di pesci ossei marini appartenente alla famiglia Holocentridae..

## Distribuzione e habitat
Le due specie del genere sono distribuite nell'Oceano Atlantico occidentale tropicale e, in parte, subtropicale. H adscensionis si trova anche nelle isole oceaniche centro atlantiche e su limitati tratti delle coste atlantiche africane.

## Descrizione
Hanno l'aspetto tipico degli Holocentridae con occhi grandi e muso appuntito. Il peduncolo caudale è sottile. La pinna caudale ha lobi appuntiti e quasi filamentosi di cui il superiore più lungo, anche la parte molle della pinna dorsale e della pinna anale è allungata. La colorazione è rossa con varie screziature bianche. H. adscensionis misura eccezionalmente fino a 60 cm, normalmente la lunghezza delle due specie è attorno ai 20–25 cm.

## Specie
- Holocentrus adscensionis
- Holocentrus rufus[2]